# La vita cos’è?
La vita cos'è? – singiel szwajcarskiej piosenkarki Jane Bogaert napisany przez Berniego Stauba i Thomasa Marina oraz wydany w 2000 roku.
W 2000 roku utwór reprezentował Szwajcarię w 45. Konkursie Piosenki Eurowizji dzięki wygraniu pod koniec stycznia finału krajowych eliminacji eurowizyjnych po zdobyciu największego poparcia telewidzów. 13 maja został zaprezentowany przez Bogaert jako szesnasty w kolejności w finale widowiska i zajął ostatecznie 20. miejsce z 14 punktami na koncie. Podczas występu piosenkarki wokalnie wspierał ją m.in. włoski piosenkarz Al Bano.

## Lista utworów
CD single
1. „La vita cos'è?” (Grand Prix Version) – 2:58
2. „La vita cos'è?” (English Version) – 2:58